# Stellicola stebbingi
Stellicola stebbingi is een eenoogkreeftjessoort uit de familie van de Lichomolgidae. De wetenschappelijke naam van de soort is voor het eerst geldig gepubliceerd in 1986 door Nair & Pillai.